# Diaphanogryllacris aequalis
Diaphanogryllacris aequalis är en insektsart som först beskrevs av Walker, F. 1859.  Diaphanogryllacris aequalis ingår i släktet Diaphanogryllacris och familjen Gryllacrididae. Inga underarter finns listade i Catalogue of Life.